# 小野馬養
小野 馬養（おの の うまかい）は、飛鳥時代から奈良時代にかけての貴族。官位は正五位下・丹波守。

## 経歴
文武朝の大宝3年（703年）南海道巡察使に任ぜられる。翌大宝3年（704年）宮中の西楼の上に慶雲が現れたのをいち早く発見し、慶雲への改元のきっかけを作ると共に、第一発見者として従七位上から一挙に三階昇進して従六位下に叙せられる。
元明朝の和銅元年（708年）正月に正六位下から二階昇進して従五位下に叙爵し、3月に帯剣寮長官に任ぜられる。また、同年9月には平城京造営のために造平城京司が設置されるとその次官も務めている。和銅3年（710年）正月に元明天皇が大極殿に出御して朝賀を受けた際、馬養は副将軍として騎兵や隼人・蝦夷らを率いて参列した。その後、和銅6年（713年）従五位上、霊亀3年（717年）正五位下と順調に昇進し、この間に少納言などを務めた。
元正朝の養老2年（718年）遣新羅大使に任ぜられて新羅に渡り、翌養老3年（719年）2月に無事に帰国する。同年3月に初めて諸国に按察使が置かれると、丹波守であった馬養はこれに任ぜられ、丹後・但馬・因幡国を管轄した。

## 官歴
『続日本紀』による。
- 時期不詳：従七位上
- 大宝3年（703年） 正月2日：南海道巡察使
- 時期不詳：式部少丞
- 慶雲元年（704年） 5月10日：従六位下（越階）
- 時期不詳：正六位下
- 和銅元年（708年） 正月11日：従五位下。3月23日：帯剣寮長官。9月30日：造平城京司次官。
- 和銅6年（713年） 4月23日：従五位上
- 霊亀3年（717年） 正月4日：正五位下
- 時期不詳：少納言
- 養老2年（718年） 3月20日：遣新羅大使
- 時期不詳：丹波守
- 養老3年（719年） 7月13日：丹後・但馬・因幡国按察使